# エリック・ヤング (プロレスラー)
エリック・ヤング（Eric Young、1979年12月15日 - ）は、カナダのプロレスラー。
本名、ジェレミー・フリッツ（Jeremy Fritz）。オンタリオ州フローレンス出身。

## 来歴

### キャリア初期
1998年、ワルドー・フォン・エリックがオンタリオ州ケンブリッジにて主宰するトレーニングセンターに入門。10月にプロレスラーデビューを果たす。デビュー後、スコット・ダモールがオンタリオ州ウィンザーにて主宰する団体であるBCW（Border City Wrestling）を拠点に活動。
2003年8月23日、アメリカのメジャー団体であるWWEに参戦。前座番組であるVelocityにてロバート・ルードと組んでFBI（チャック・パルンボ & ジョニー・スタンボリー）と対戦。一方的に攻められ、最後にルードがスタンボリーのカウンターのビッグブートからパルンボのジャングルキックへと繋げられ敗戦した。11月8日、Velocityにて"ショータイム" エリック・ヤングのリングネームでショーン・オヘアと対戦。オヘアの背後を取るなど隙を突くがパワーに圧倒され、打撃技からウィドウ・メーカーを決められ敗戦した。

### TNA

#### 2003年
2003年9月17日、TNAに参戦。フランキー・カザリアン & フベントゥ・ゲレーラと組んでNOSAWA & クリス・セイビン & マイケル・シェーンと対戦。6人とも飛び技を駆使して観客を魅了し、終盤にはNOSAWAからシャイニング・ウィザードを喰らうが続けて放ってきたトラースキックを防御するとホイールバロー・ネックブリーカーを決めるが場外よりリングに入ってきたセイビンよりベルトで殴打され、最後にシェーンにフォールされて敗戦した。10月15日、サンジェイ・ダットと組んでジェレル・クラーク & エル・フエゴと対戦。終盤にクラークより630°セントーンを喰らいグロッキー状態になるがサンジェイが孤軍奮闘して最後にフエゴにヒンドゥープレスを決めて勝利した。

#### 2004年

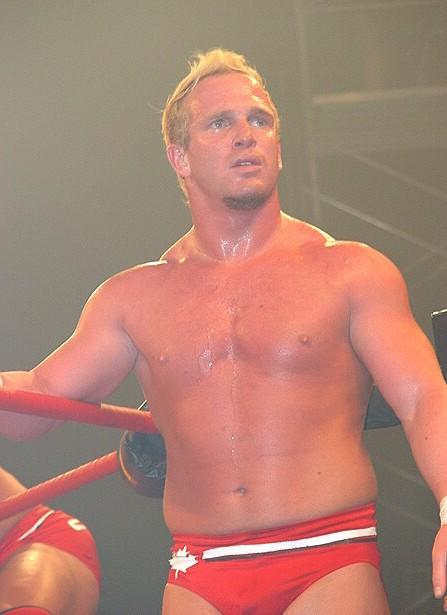
チームカナダ時代

2004年、国別対抗戦であるWorld X CupにてBCW時代の恩師ともいえるスコット・ダモールが結成したチームカナダ（Team Canada）にロバート・ルード、ジョニー・デバイン、ピーティー・ウィリアムスと共に加入。ワールドXカップ終了後もチームカナダは存続。3LK（BGジェイムス & コナン & ロン・キリングス）、アメリカズ・モスト・ウォンテッド（クリス・ハリス & ジェームズ・ストーム）、XXX（プライムタイム & ロウ・キー & クリストファー・ダニエルズ）といったユニットと抗争を展開。10月よりルードとのタッグでNWA世界タッグ王座に照準を絞り、同月15日のiMPACT!にてNWA世界タッグ王座を死守するために共闘関係で結成したジェームズ・ストーム & クリストファー・ダニエルズに挑戦。終盤にルードがストームのエイト・セカンド・ライドからダニエルズのBMEを喰らい窮地に陥るがチームカナダのメンバーが乱入した事によりリング内は混沌と化すと一瞬の隙を突いてダニエルズを丸め込んで3カウントを奪い勝利。ベルトを奪取した。11月7日、Victory Road 2004にて3LK（BGジェイムス & コナン）と王座戦を行い、終盤にルードがジェイムスに捕まったところへダモールが介入しようとするがキリングスの乱入により阻止されるが、油断したジェイムスをルードが攻撃して勝利を確信。自身が場外からコナンをリングに投げ入れたところルードがフェイスジャムを喰らってしまいフォールされると3カウントを奪われ敗戦。王座から陥落。12月5日、Turning Point 2004にて3LK（BGジェイムス & ロン・キリングス）とのリベンジマッチによる王座戦が組まれ、終盤にルードとジェイムスと組み合いからパンプハンドルスラムを仕掛けられようとしたところ、ダモールの介入でレフェリーの注意を逸らすとデバインが乱入してカナダ国旗でジェイムスを殴打。すかさずルードがフォールして勝利し、ベルトを再び奪還した。

#### 2005年
2005年1月16日、Final Resolution 2005にてアメリカズ・モスト・ウォンテッドと王座戦を行う。ダモールとデバインの度重なる介入で試合を優位に進め、中盤にダモールが手錠で柱に拘束されてしまうが物ともせずに攻勢を展開。終盤になるとデバインが勝利を確信してしまい試合に集中せずに客席へ向いていた事から自身が後方からデバインのシャツを握ったところ勘違いされて椅子で殴打されてしまい、倒れるとハリスからフォールされ敗戦した。王座陥落後、A1の加入でユニットの強化を目論むも上手く機能せず、タッグパートナーをルードだけでなくウィリアムズやA1に変更してナチュラルズ（チェイス・スティーブンス & アンディ・ダグラス）とNWA世界タッグ王座を巡り抗争を展開するが奪取するに至らなかった。

#### 2006年
2006年、チーム3D（ブラザー・レイ & ブラザー・ディーボン & ブラザー・ラント）との抗争での連敗。World X Cup 2006で優勝を飾れなかった事でユニットとしての権威は失墜。7月13日、チームカナダの存続と解散を賭けたオール・オア・ノッシングマッチにてブラザー・レイ & ブラザー・ディーボン & ライノ & ジェイ・リーサルと対戦。終盤に各々のレスラー達が大技を繰り出し、A1がリーサルを捕まえるがライノよりゴアを喰らうと最後にリーサルからダイビング・ダイナマイトを決められ敗戦。チームカナダの解散が決定した。同月17日、Victory Road 2006にてチームカナダの解散式を行い、ダモールはメンバー一人一人に賛辞を送るが最後に自身に対して「負けたのは全てヤングのせいであり、TNAから出て行くのはヤングだけでいい。」と罵詈雑言の嵐を浴びると着用している服をも脱がされてしまい恥をかかされるが、観客より "Don't Fire Eric" チャントを受け、歓喜すると観客席へと飛びこんだ。
チームカナダ解散後の同月27日、カナダカラーのコスチュームからピンクのコスチュームへと一新。ジェイムス・ギャング（BGジェイムス & キップ・ジェイムス）に取り入って試合が組まれ、アメリカズ・モスト・ウォンテッド & A1と対戦。終盤にBGとキップがハリスとストームにドロップキックを決めて倒すと最後に自身がA1を丸め込んで勝利した。A1やデバインといった元チームカナダのメンバーとの抗争後、10月22日、Bound for Glory 2006にてラリー・ズビスコと敗者引退マッチを行う。ズビスコの老獪なテクニックの前に苦戦し、終盤にはズビスコの得意技であるアブドミナル・ストレッチを仕掛けられるが切り返すとズビスコがレフェリーに攻撃をして難を逃れられ、ブラスナックルを装着して殴られようとしたところを避けてローブローを決めるとブラスナックルを奪って殴り復帰したレフェリーにより3カウントを数えさせて勝利した。

#### 2007年
2007年6月、元相棒であるルードとの抗争を開始。同月17日、Slammiversary 2007にてフリーダムマッチを行い飽くまでもクリーンに行う自身に対しルードはマネージャーであるトレイシー・ブルックスを介入させるが中盤にはルードとトレイシーをまとめて抱えてデスバレードライバーを決める。終盤、ルードによりスティールチェアで殴打されて窮地に陥ったものの最後に隙を突いて丸め込むと3カウントを奪い勝利。7月15日、Victory Road 2007でゲイル・キムと組んでルード & トレイシーとミックスドマッチで対戦。序盤こそルードに攻められるがキムとタッチを成功するとルードにフランケンシュタイナーでリングから追い出し、形勢を逆転。撹乱させて誤爆を誘導する戦法を用いて終盤には猛波状攻撃を仕掛けてキムがトレイシーからフォールを奪い勝利。8月12日、Hard Justice 2007にて決着戦としてルードとヒュミリエイションマッチを行い、度々介入するトレイシーに手を患い、終盤にはトップロープから飛ぼうとしたところをレフェリーを押しのけたルードよりローブローを喰らい最後にラリアットを決められ敗戦。試合後にキムが助けに来るも虚しく襲撃に遭い2人でタールと羽毛まみれにされ屈辱を受けた。
11月11日、Genesis 2007にてジェームズ・ストームとTNA世界ビアドリンキング王座を賭けてバックステージにて飲み比べをする事を提案。コンテストを行い勝利し、ベルトを奪取した。12月2日、Turning Point 2007にてTNA世界ビアドリンキング王座の一件から因縁のできたストームと対戦。終盤にカウンターのパワースラムを決めて勝利を確信して観客にアピールしていたところへミス・ジャッキーよりビール瓶を渡されたストームに殴打されようとされるがレフェリーが身体を張って止めるとストームを丸め込んで勝利した。

#### 2008年

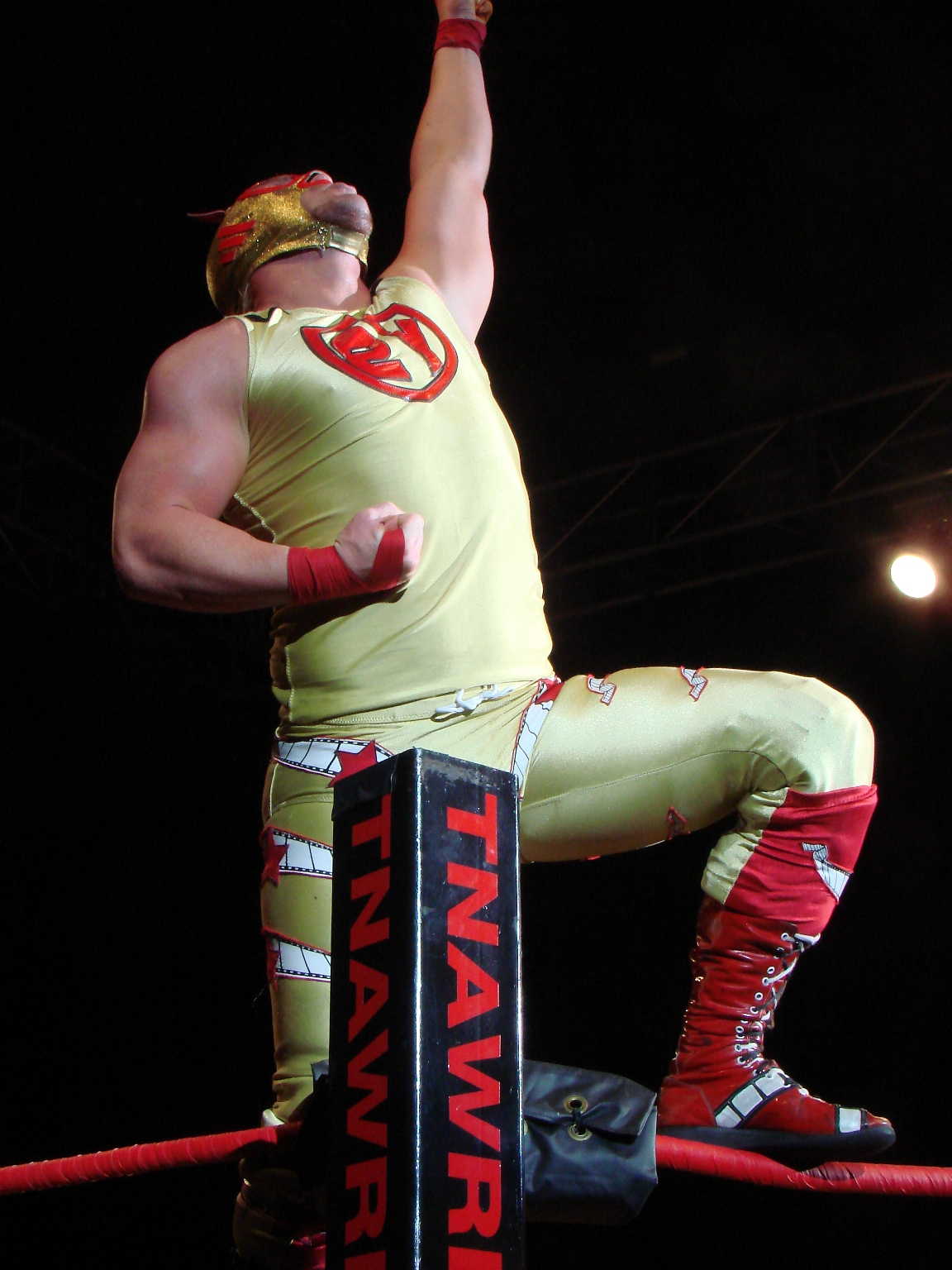
スーパー・エリック時代

2008年2月28日、ストームとTNAビア・ドリンキング王座を賭けてラダーマッチで対戦。最後にストームよりラストコールを喰らい場外へと追い出され、ベルトを取るのにためらうストームであったがミス・ジャッキーにより取られ敗戦。王座を陥落した。
3月9日、Destination X 2008にてカズと組んでブラックレイン & レリックと対戦。試合開始直後に突然敵前逃亡を謀り、バックステージへと逃げる。カズが孤軍奮闘しているところに正義のヒーローであるスーパー・エリック（Super Eric）として登場。キャリア初期に見せた飛び技を披露し、最後はレリックとブラックレインをまとめて抱えると形が崩れながらも強引にデスバレードライバーを決めて勝利した。カズとのタッグは継続して組むようになり、ピンチになると度々スーパー・エリックになって登場して場内を沸かし、4月17日にはTNA世界タッグ王座争奪3wayマッチに王者チームであるLAX（ヘルナンデス & ホミサイド）とAJスタイルズ & トムコと対戦。中盤にリング外へと追い出されてフェードアウトすると試合は加熱して各々のレスラー達が大技の応酬になる。そしてカズがスタイルズにトップロープからフラックス・キャパシターを決めると突然スーパー・エリックとして登場。スタイルズにスタイルズクラッシュを仕掛けられようとしたところを切り返すとノーザンライト・スープレックスを決めて勝利。ベルトを奪取した。しかし、試合後にスタイルズとトムコがジム・コルネットにエリック・ヤングとスーパー・エリックが別人ならばベルト獲得の権限はないという提言が通ってしまい、即日での王座返上となった。
7月、カレーマン、シャーク・ボーイとアメリカン・コミックスに登場するスーパーヒーローチームのジャスティス・リーグをモチーフにしたパロディユニット、プリンス・ジャスティス・ブラザーフッド（Prince Justice Brotherhood）を結成。しかし、ジミー・レイブ率いるロックン・レイブ・インフェクションとの短期抗争のみで活躍できなかった。
11月13日、TNA X-Division王座を保持するシーク・アブドゥル・バシールに挑戦。中盤よりバシールとセウェルの言い合いとなり、試合が成立しなくなってきたところにセウェルがバシールにドロップキックから打撃で攻め、最後に自身がデスバレードライバーを決めて勝利。ベルトを奪取したかに思われたがもう1人のレフェリーであるアール・ヘブナーの判断により無効試合となった。12月7日、Final Resolution 2008にてバシールと再戦。中盤までクリーンファイトが展開されるがバシールがセウェルのレフェリングに非難。バシールがロープ越しの自身に攻撃しようとした隙を突いて丸め込もうとしたところをバシールがロープを握って堪えるがセウェルが手にキックを決めて倒すと3カウントを奪い勝利した。ベルト奪取には成功したもののバシールからセウェルと共に襲撃され、ベルトを奪われるとジム・コルネットが登場。タイトルの剥奪を宣告した。

#### 2009年
2009年4月19日、Lockdown 2009にて3月20日にラジオ出演した際に共演した俳優であるダニー・ボナデュースに侮辱された事から因縁ができた事で対戦。スティールケージマッチを行い、余裕のある戦いを見せて最後にはヌンチャクで殴りかかってきたボナデュースを丸め込んで勝利。試合後にお互いの健闘を称えようとしたところを襲われるがライノが介入してボナデュースにゴアを決めて助けられ、勝ち名乗りを上げた。
7月23日、ビアマネー・インク（ジェームズ・ストーム & ロバート・ルード） & AJスタイルズ & ダニエルズと組んでブリティッシュ・インヴェイジョン（ロブ・テリー & ダグ・ウィリアムス & ブルータス・マグナス） & アブドゥル・バシール & キヨシと対戦。大乱戦となる中で最後にスタイルズがマグナスにスタイルズクラッシュを決めようとしたところで突如背後から襲うとスパイク・パイルドライバーを決め、マグナスがフォールして敗戦。試合後にバックステージにて対戦相手であったブリティッシュ・インヴェイジョン、バシール、キヨシと共にアンチアメリカンユニットであるワールド・エリート（World Elite）の結成を宣言した。大人数のユニットながらユニット間の抗争は展開せず、各々のレスラーが各タイトルを獲得する活躍を見せる。10月18日、Bound for Glory 2009にてTNAレジェンズ王座争奪3wayマッチを行い、王座を保持するケビン・ナッシュとヘルナンデスと対戦。試合が始まるとナッシュと結託してヘルナンデスを攻め、最後にはダイビング・エルボードロップからナッシュのジャックナイフに繋げようとしたところをヘルナンデスを押してナッシュにローブローの形で倒すと3カウントを奪い勝利。ベルトを奪取した。同月よりTNAレジェンズ王座をTNAグローバル王座へと改称し、11月にはナッシュをワールド・エリートに勧誘してメンバー入りさせる事に成功。12月10日、TNAグローバル王座の初の防衛相手にノックアウトであるハマダを指名。女性相手ながらヘッドバットと水平チョップの連打からスピンキック、フランケンシュタイナーと立て続けに喰らうもののムーンサルトプレスを避けるとフォールを奪い勝利した。

#### 2010年

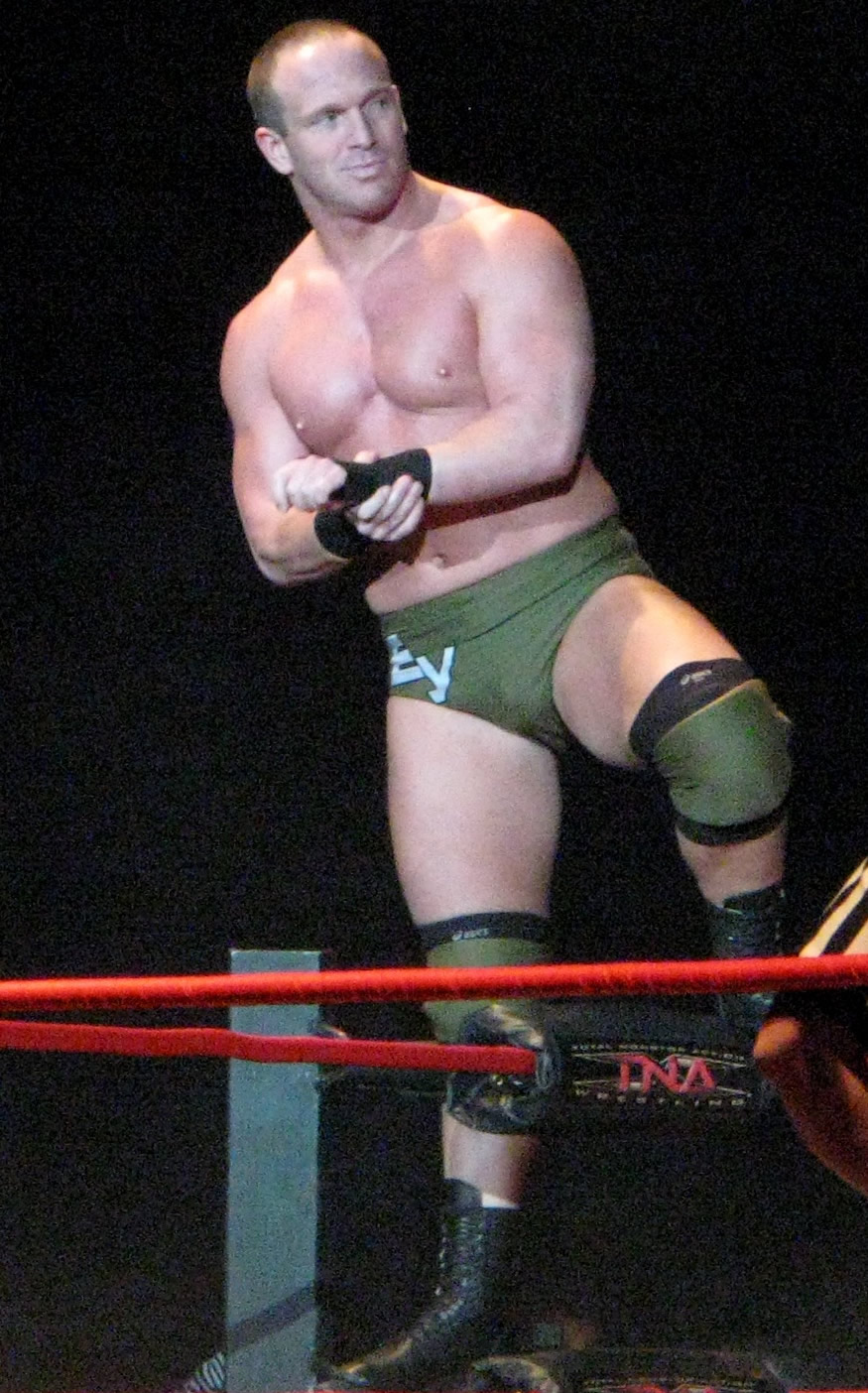
2010年

2010年、エリック・ビショフとハルク・ホーガンの改革により前座としての出番が多くなる。3月21日、Destination X 2010にてナッシュと組んでスコット・ホール & シックス・パックと対戦。孤軍奮闘の形で試合を続け、シックスより緑のスプレーをかけられ苦戦を強いられる。ようやくナッシュにタッチに成功するが裏切られてしまい、ジャックナイフで投げ捨てられるとシックスからシックスファクターを決められ敗戦。結局ナッシュはホール、シックスとthe BANDを結成した。この一件によりナッシュとの因縁が生まれる。4月21日、Lockdown 2010にてスティールケージマッチを行うが、終盤に金網に打ちつけられるとジャックナイフを決められ敗戦した。
5月3日、ビアマネー・インク vs チーム3D vs モーターシティ・マシンガンズ（クリス・セイビン & アレックス・シェリー）の3wayマッチにてナッシュとホールが乱入。試合が混乱に陥ったところに自身も竹刀を持って乱入。ナッシュとホールを襲うと思いきやチーム3Dとモーターシティ・マシンガンズを襲撃。the BANDのメンバー入りを果たした。5月13日、ジェネレーション・ミー（マックス・バック & ジェレミー・バック）を倒すがサモア・ジョーにマッスル・バスターを喰らいグロッキー状態に陥っていたTNA世界タッグ王者であるマット・モーガンに対してバックステージから登場するとナッシュがFinal Resolution 2009のフィースト・オブ・ファイアマッチで取得したいつでもTNA世界タッグ王座に挑戦できる権利を使用。3カウントを数えベルトを獲得。3人で保有する形になった。6月にホールがTNAから解雇となったためにTNA世界タッグ王座を返上。the BANDは自然消滅という形を迎えた。
7月20日、Xplosionにてスーサイドと対戦。終盤にトップロープに登ったところに後頭部に延髄斬りを喰らい、さらにダブルドロップキックを受けるとコーナーポストに後頭部を強打して敗戦。この対戦での一件がきっかけとなりギミック上で知的障害者となる。同月29日、オーランド・ジョーダンとタッグを組む事になり、インク・インク（ジェシー・ニール & シャノン・ムーア）と対戦。マネキンを持って入場するとマネキンにばかり気を遣い、中盤になると試合に集中するようになるがタッチに成功するとマネキンをリングに投げ入れる奇行をしてジョーダンと仲間割れをしている間にインク・インクよりドロップキックを喰らい敗戦。試合後もマネキンで遊び周囲を困惑させた。この試合以降、ジョーダンとのタッグでタッグ王座戦線に加わるようになり、インク・インクとの抗争を展開。

#### 2011年
2011年、自身の奇行に手を焼いてばかりであったジョーダンだったが次第にコントロールする事を身につけるようになると連携や試合運びが上手くできるようになり勝利を重ねる。4月17日、Lockdown 2011にてスティールケージ4wayマッチでインク・インク、ブリティッシュ・インヴェイジョン、スコット・スタイナー & クリムゾンと対戦。終盤にスタイナーにドロップキックを決めるとルールを勘違いして金網から脱出してしまうミスを犯し、結局ムーアがウィリアムスにムーアガズムを決めてインク・インクが勝利した。
5月12日、TNA世界ヘビー級王座挑戦権争奪25人バトルロイヤルに出場。ガンナーを脱落させると自分からリングから降りてガンナーが保持するTNA TV王座のベルトを奪って逃走。同月26日、TNA TV王座を保持するガンナーに挑戦。自ら負ける事を前提にわざと倒れてフォールするように促し、ガンナーがフォールしようとしたところを切り返すと3カウントを奪い勝利。ベルトを奪取した。
12月17日、ニューヨーク州を拠点とするFWE（Family Wrestling Entertainment）のHaastility 2011に参戦。FWEヘビー級王座を保持するチャーリー・ハースに挑戦して勝利。ベルトを奪取した。

#### 2012年
2012年、2011年12月に行われたワイルドカードタッグトーナメントで組んだノックアウトのODBと恋愛ストーリーを開始。性別を問わずタッグマッチを続ける。3月8日、TNAノックアウトタッグ王座を保持するゲイル・キム & マディソン・レインに挑戦。終盤に一方的に攻められていたODBからタッチを受けるとキムに怒りをぶつけるがマディソンより背後からベルトで攻撃され、キムを抱く形で前のめりに倒れるとフォールを奪う形になり3カウントを取って勝利。ベルトを奪取した。試合後にはスキット上でODBに結婚指輪を捧げて結婚を申し込むとODBは快諾。抱擁を交わした。11月22日、ODBをセコンドに従えてロビー・E、ジェシーとターキーボウル3wayマッチで対戦。終盤にODB、ジェシーのセコンドであるタラ、ロビー・Eのセコンドであるロビー・Tが介入する乱戦になるも最後にジェシーを丸め込んで勝利。試合後、ジェシーにターキーコスチュームを着用させるがヒールユニットであるエイシズ・アンド・エイツの襲撃を受けた。

#### 2013年
2013年8月、アビスの弟であるジョセフ・パークとタッグを組んでTNA世界タッグ王座に乗り込む。ブローマンズ（ロビー・E & ジェシー・ゴッダーズ）、バッド・インフルエンス（カザリアン & クリストファー・ダニエルズ）とベルトを巡り抗争を展開するがベルトを奪取するに至らなかった。

#### 2014年
2014年3月、TNA世界ヘビー級王座に進出。4月10日、TNA世界ヘビー級王座挑戦権争奪10人ガントレットマッチに出場。最終順番である10人目として登場するがリングに入ると残っていたイーサン・カーター3世、ジェームズ・ストーム、アビスに結託され一点集中で狙われるが抵抗してEC3、ストームを脱落させると最後にアビスとの一騎討ちになり、トップロープのドロップキックからランニング・クローズラインで落とし優勝を飾った。同日、TNA世界ヘビー級王座を保持するマグナスに挑戦。マグナスのダーティーファイトに苦しみながらも最後にスパイク・パイルドライバーを決めて勝利。ベルトを奪取した。
TNA世界ヘビー級王座戴冠後、マグナスを始めとするヘビー級のレスラー達を相手に毎週のように防衛戦を続けてベルトを死守するが6月19日、MVP率いるビートダウン・クランに王座戦を要求され、自身も応じる。ケニー・キングとの対戦では場外に投げられるとMVPとボビー・ラシュリーに襲撃されそうになったところをサモア・ジョーを始めとするレスラー達の介入があった事もあり助けられ、最後はキングからファイヤーマンズキャリーの体勢で抱えられたところを切り替えしてフォールを奪い勝利。そして同日、ラシュリーと対戦。終盤にラシュリーにスパイク・パイルドライバーを決めるがキングがレフェリーを場外へと引きずり込んでカウントを阻止される。続けてDDTからダイビング・エルボードロップを決めようとするが避けられるスピアーを喰らい敗戦。王座から陥落した。

#### 2015年
2015年1月7日、ルード vs ラシュリーによるTNA世界ヘビー級王座戦で終盤にビートダウン・クランの介入により窮地に陥ったルードを助けにスティールチェアーを持って乱入。周囲を威嚇してルードを落ち着かせた隙を突いて殴打するとラシュリーのベルト奪取に貢献した。この一件からルードと抗争を開始。同月7日、トミー・ドリーマーがニューヨーク州にて主宰するHOH（House Of Hardcore）のHOH 8に参戦。ドリーマーとサウスフィリー・ストリートファイトで対戦。最後にスパイク・パイルドライバーを決めて勝利。試合後、EC3が乱入して共にドリーマーを襲撃するもレイ・ミステリオ・ジュニアが介入すると619を喰らい撃退された。同月13日、ルードとラストマンスタンディングマッチで対戦。場外での攻防、スティールチェアーでの殴り合いなど激しい勝負を展開。最後にリングから場外に設置されたテーブルに向かってルードボムを決められ敗戦した。
5月1日、Hardcore Justice 2015にてカート・アングルとノンタイトルによるストレッチャーマッチで対戦。互いに場外に設置されたストレッチャーに乗せるため場外での攻防が中心となり、終盤にはリング内に戻るとアンクルロックを仕掛けられるが耐えきるとスパイク・パイルドライバーを決め、ストレッチャーに乗せて勝利。王座戦を行うようアピールした。同月29日、TNA世界ヘビー級王座を保持するアングルにアイクイットマッチで挑戦。アングルが故障している左膝を徹底的に攻め、終盤にはスパイク・パイルドライバーとアンクルロック仕掛け合いになるが、最後にスパイク・パイルドライバーを切り返されるとグラウンド・アンクルロックへと移行され "I Quit" と呟き敗戦した。8月より開始されたジェフ・ジャレットが主宰するGFWとの団体抗争戦ではTNA代表を裏切りGFW代表の1人として参加。11月14日、HOH 11に参戦。トニー・ニースと対戦して勝利。

#### 2016年
2016年1月、TNAキング・オブ・ザ・マウンテン王座を保持するルードを標的にしていたブラムと意気投合しタッグを結成。同月12日、TNAキング・オブ・ザ・マウンテン王座をルードに挑戦。終盤にルードボムを喰らい窮地に陥るがセコンドのブラムがレフェリーを場外に引き込み助かるが、ルードとセコンドのストームにより自身とブラムが立て続けにダブルアーム・スープレックスを喰らってしまう。そしてルードとストームがポーズを決めようとしたところをストームを背後から襲い、そしてルードにスパイク・パイルドライバーを決めて勝利。ベルトを奪取した。王座の防衛を順調に重ねていたがTNAキング・オブ・ザ・マウンテン王座を虎視眈々と狙っていたブラムにより反旗を翻されると4月26日、Sacrifice 2016にてフォールズ・カウント・エニウェアマッチによる王座戦を行う。ドラム缶の蓋で殴り合いを展開し、最後は場外に設置していた机に向かってブライターサイド・オブ・サファリングを決められ敗戦。ベルトを奪取された。
3月19日、TNAに契約を延長しない意思を伝えた事が明らかになり、これが受理され退団となった。

### WWE

#### NXT

##### 2016年
2016年4月28日、WWEの傘下団体であるNXTに参戦。5月4日のNXTにてサモア・ジョーと対戦するが最後にコキーナ・クラッチを決められギブアップした。10月12日、NXTのダスティ・ローデス・タッグトーナメント・クラシックにてアレクサンダー・ウルフ、ソーヤー・フルトン、ニッキー・クロスと共にヒールユニット、サニティー（SAnitY）として登場。ティスチャー & ウルフのセコンドとなり、ボビー・ルード & タイ・デリンジャーと対戦。デリンジャーを一方的に攻め、ルードは敵前逃亡。最後にデリンジャーに合体技を決めて勝利。試合後、リングに上がるとデリンジャーにヤングブラッドを決めて正体を現した。

##### 2017年
2017年1月18日、NXTにてフルトンに代わる新たなメンバーとしてタイ・デリンジャーを勧誘するが拒否され、襲撃するも返り討ちに遭う。しかし、バックステージよりキリアン・デインが介入して助けられる。そしてデインにジャケットを渡して新メンバーとして受け入れた。同月28日、Takeover San Antonioにてタイ・デリンジャーと対戦。ウルフとデインが介入するも返り討ちに遭うがこの隙を突いてショーストッパーを決めて勝利した。8月19日、TakeOver: Brooklyn IIIにてウルフと組んでNXTタッグ王座を保持するオーサーズ・オブ・ペイン（アカム & レーザー）に挑戦。当初はデイン & ウルフが試合をやる予定であったが試合前に急遽デインと交代。序盤から両チーム入れ乱れる荒れた展開となる。終盤にはニッキーとデインの介入でアカムを襲撃するとレーザーをリングに上げ、ウルフとの合体技で勝利。ベルトを奪取した。

#### WWE

##### 2018年
2018年4月17日、WWE・SmackDown Liveにてスーパースター・シェイクアップが行われ、デインとウルフと共に昇格を果たす。6月19日、SmackDown Liveでリング上でマイクアピールを行っていたウーソズが挑戦者を呼ぶ形で登場。入場時にウーソズを強襲。リングを席巻した。

## 得意技

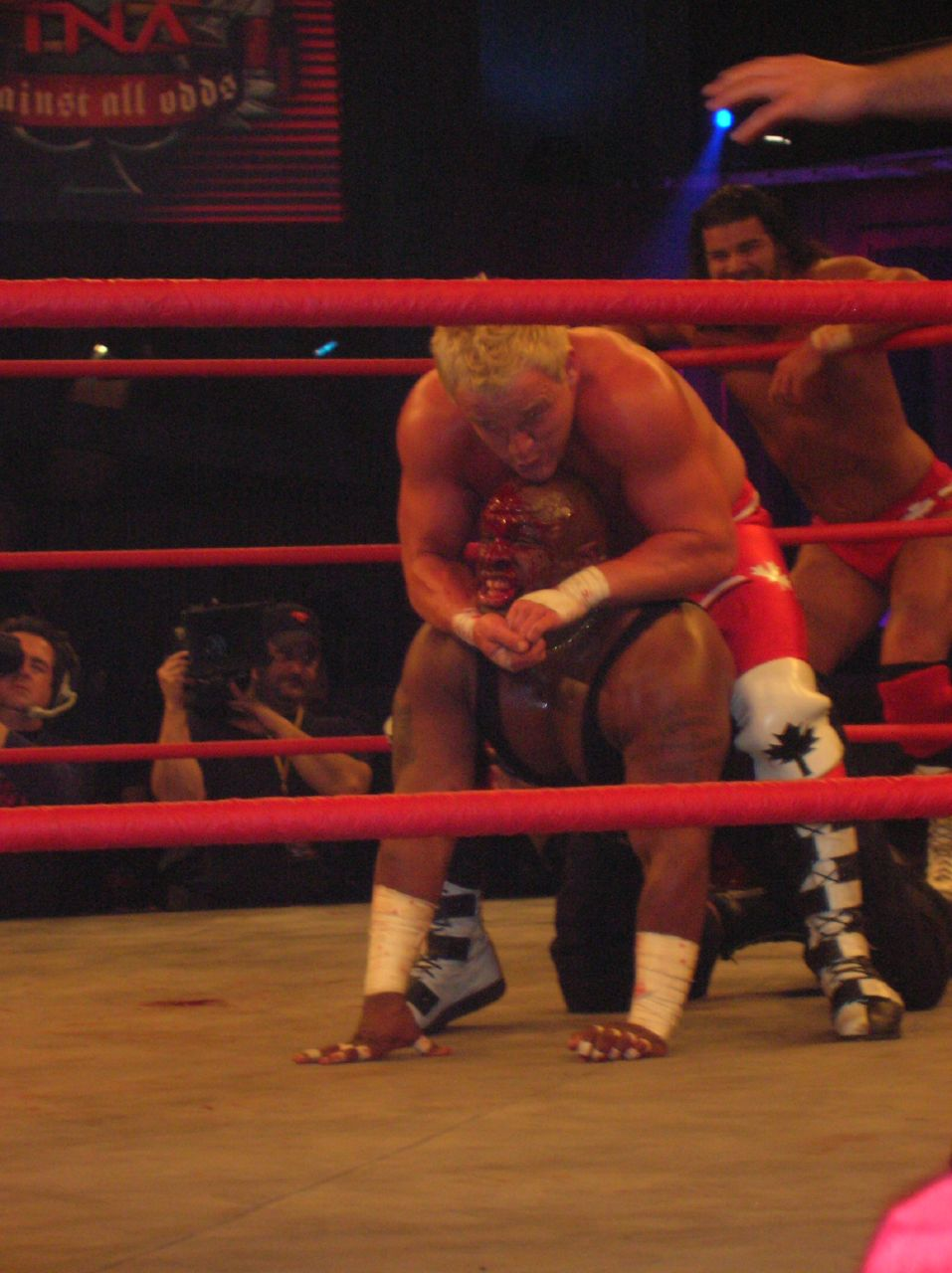
キャメルクラッチ

### フィニッシュ・ホールド
ショーストッパー
ウィールバロー・スープレックス。
相手の背後から相手の両脚を自身の腰を挟むようにして捕らえる動作で捕らえた相手を持ち上げ、そのまま後に倒れこむ技。 もしくは相手に背を向けて両脚で相手の腰を挟む動作で捕らえた相手を持ち上げ、そのまま後ろに倒れこむ技。
TNA時代、2003年から2004年まで使用。NXTに所属後、2016年より再び使用。
エッジ・オブ・サニティー
ウィールバロー・ネックブリーカー
相手の背後から相手の両脚を自身の腰を挟むようにして捕らえる動作で捕らえた相手を持ち上げて上方に放り投げてネックブリーカーに移行する技。もしくは相手に背を向けて両脚で相手の腰を挟む動作で捕らえた相手を持ち上げて上方に放り投げてネックブリーカーに移行する技。
TNA時代はヤングブラットの技名で使用。
TNA時代、2003年から2004年まで使用。NXTに所属後、2016年より再び使用。
スパイク・パイルドライバー
フィギュアフォー・レッグロック
ダイビング・エルボードロップ

### 打撃技
エルボー
エルボー・スマッシュ
エルボー・スタンプ
バック・ハンド・チョップ
ドロップキック
延髄斬り
ビッグブーツ
スーパーキック

### 投げ技
スープレックス
スーパープレックス
ジャーマンスープレックス
パワーボム
DDT
バックブリーカー
ベリー・トゥ・ベリー
デスバレーボム
デスバレードライバー
ブリッジング・ノーザンライト・スープレックス

### 飛び技
フロント・ミサイルキック
ムーンサルトプレス

### 関節技
ボストンクラブ
ハーフボストンクラブ
キャメルクラッチ

## 獲得タイトル
WWE
- NXTタッグ王座 : 1回

w / アレクサンダー・ウルフ & キリアン・デイン
インパクト・レスリング
- インパクト世界王座  : 2回
- TNA X-Division王座 : 1回
- TNA世界タッグ王座 : 2回

w / カズ
w / ケビン・ナッシュ & スコット・ホール
- NWA世界タッグ王座 : 2回

w / ロバート・ルード
- TNAレジェンズ王座 ／ グローバル王座 ／ TV王座 ／キング・オブ・ザ・マウンテン王座 : 3回
- TNAビア・ドリンキング王座 : 1回
- TNAノックアウトタッグ王座 : 1回

w / ODB : 1回
FWE
- FWEヘビー級王座 : 1回

APWF
- APWFクルーザー級王座 : 1回

FSPW
- FSPWインディー王座 : 2回

MW
- MW南部タッグ王座 : 1回

w / ジョニー・デバイン
NSP
- NSPインディー王座 : 1回

XWC
- XWC世界ヘビー級王座 : 1回

ACW
- ACWヘビー級王座 : 1回

IWF
- IWFヘビー級王座 : 1回

## 入場曲
- Oh. Canada - Dale Oliver
- Superhero - Dale Oliver
- Wolfpac Theme - Jimmy Hart
- T.N.T. - AC/DC
- Vintage - Dale Oliver
- Blood & Fire - Dale Oliver
- New Heights - CFO$
- Contolled Chaos - CFO$ - 現在使用中